# غرانت وودز
غرانت وودز (بالإنجليزية: Grant Woods)‏ هو محامي أمريكي، ولد في 19 مايو 1954 في إلك سيتي في الولايات المتحدة.